# Phlomis angrenica
Phlomis angrenica là một loài thực vật có hoa trong họ Hoa môi. Loài này được Knorring miêu tả khoa học đầu tiên năm 1946.